# Lentariaceae
Lentariaceae Jülich – rodzina grzybów z rzędu siatkoblaszkowców (Sebacinales).

## Systematyka
Rodzinę tę do taksonomii grzybów wprowadził Walter Jülich w 1982 r. Należą do niej rodzaje:
- Hydnocristella R.H. Petersen 1971
- Kavinia Pilát 1938 – kolcóweczka
- Lentaria Corner 1950 – koralóweczka

Polskie nazwy na podstawie pracy Władysława Wojewody z 2003 r.